# Mushobekwa Kalimba wa Katana
Fraterne-Didier Mushobekwa Kalimba wa Katana, né le 12 janvier 1943 à Bukavu et mort le 20 septembre 2004 à La Louvière (Belgique), est un homme politique et diplomate congolais, notable mushi, originaire du territoire de Kabare en province du Sud-Kivu.

## Biographie
Fils de Victor Mushobekwa et de Rose M’Kalimba (2e d’une famille de 7 enfants), il a fait ses études primaires à la mission catholique Sainte-Thérèse de Bukavu de 1949 à 1956 et ses études secondaires au Collège Saint-Paul des Pères Barnabistes et au Collège Notre Dame de la Victoire des Pères Jésuites de 1957 à 1967.
Licencié en droit de la Faculté de Droit et des Sciences économiques de Paris (Sorbonne), Mushobekwa Kalimba wa Katana s'engage dans la politique.
Il a été tour à tour fonctionnaire, secrétaire d'ambassade attaché au ministère des Affaires étrangères (janvier 1969), conseiller d’ambassade du Zaïre à Washington (de 1970 à 1973), conseiller d’ambassade et jurisconsulte au ministère des Affaires étrangères (de 1973 à 1976), ambassadeur et directeur de la coopération internationale auprès du ministère des Affaires étrangères et de la coopération internationale de (1976 à 1977).
Sous la IIe République du Zaïre (Mobutu), il exerce les fonctions de Commissaire d’État aux Transports et Communications (du 13 décembre 1977 à 1979), Commissaire d’État aux Travaux Publics et à l’Aménagement du Territoire (de 1979 à 1980), Commissaire d’État aux Transports et Communications (de 1980 à 1981), Ambassadeur du Zaïre en république populaire de Chine, au Viêt Nam et en Thaïlande (de 1982 à 1985), Commissaire d’État à la Santé Publique (de 1985 à 1986), Commissaire d’État au Commerce Extérieur et à la Coopération Internationale (18 avril 1986 au 22 janvier 1987), ambassadeur du Zaïre en Belgique, au Benelux et à la CEE (22 janvier 1987 à 1988) puis ambassadeur du Zaïre aux États-Unis (de 1988 à janvier 1990).
Il fut ensuite ministre des Mines et de l’Énergie (11 janvier 1990 à mai 1990), ministre des Affaires étrangères du 1er Gouvernement de transition (du 4 mai 1990 à mars 1991), président du Conseil de sécurité des Nations unies en janvier 1991[réf. nécessaire], ministre des Mines du 2e Gouvernement de transition (30 mars 1991 à octobre 1991), ministre de l’Enseignement supérieur universitaire et de la Recherche scientifique (ESURS) du gouvernement Kengo.
En 1997, lors de l’entrée des troupes de l’Alliance de forces démocratiques pour la libération du Congo (AFDL) de Laurent Désiré Kabila à Kinshasa, il n’a pas quitté la ville et a formé, avec un groupe d’intellectuels congolais, le « Forum National pour la Réconciliation et le Développement » qui deviendra par la suite, un parti politique : « l’Union pour la Démocratie et la Renaissance du Congo ».

## Vie privée
Marié le 25 janvier 1969 à Mme Dorothée Nyamushala Namwezi, il a eu 7 enfants, Mushobekwa Zanabe Alice, Mushobekwa Furuka Serge, Mushobekwa Bahane Patrick, Mushobekwa Chito Sarah, Mushobekwa Chikuru Yves, Mushobekwa Chiza Hugues-Blaise et Mushobekwa Feza Patricia.
Avant sa mort il a écrit ses mémoires, consignées dans un livre dévoilé lors de la journée hommage organisée par sa famille à l'occasion du 10e anniversaire de son décès le 21 septembre 2014 au RoméoGolf à Kinshasa.